# محطة قطار وهران
محطة وهران تتواجد في وسط المدينة بحي بسيدي البشير، بُنيت خلال فترة الاستعمار الفرنسي. يضم هيكلها رموز الديانات السماوية الثلاث. مظهرها الخارجي بشكل مسجد حيث تأخذ الساعة شكل مئذنة، وتحمل شبابيك الأبواب والنوافذ وسقف القبة نجمة داوود، في حين أن اللوحات والدهانات الداخلية تحمل الصلبان الكاثوليكية.

## موقع
محطة مدينة وهران هي محور رئيسي في شبكة النقل بالسكك الحديدية الجزائرية ، بحيث يربطها خط ثنائي الإتجاه بالولايات الجزائرية كـولاية غليزان وولاية الجزائر بالقطار السريع الكلاسيكي وولاية الشلف وولاية تلمسان بالقطار الأحادي الدفع الجديد. عام 2010، تم افتتاح أطول خط للسكك الحديدية في الجزائر بشار-وهران والذي يمتد على طول 700 كم مرورا بولايتي سيدي بلعباس والنعامة. بني القسم طابية-بشار وتم وصله بالقسم وهران-طابية الموجود سابقاً.ويعمل هذا الخط على فك العزلة عن الغرب الجزائري وبالخصوص الجنوب الغربي.

## هندسة
قام برسمها المعماري الفرنسي أبير بالي
البناية بنيت في عهد الحقبة الفرنسية في ما بين 1913 إلى 1917 وهي تتبع المدرسة النيو مورسكية
أرادت الإدارة الفرنسية أن تجمع بين الثلاث ديانات في المحطة وهي
1. الإسلام بالقبة والصومعة في الخارج وشكل النوافذ والشرفات والأقواس
2. المسيحية بالزخارف في القبة والزجاج الملون
3. اليهودية بالنجمة السداسية حول القبة وعند الأبواب

هذا النوع من الهندسة أشاعته فرنسا خصيصا لتبني هذه الهندسة بنية الطمس الممنهج حيث صار من الصعب التفريق بين جامع ومحطة قطار أو مركز بريد
نجد هذه الهندسة أيضا في بناءات شهيرة عبر كامل التراب الجزائري منها البريد المركزي

## مكتبة الصور

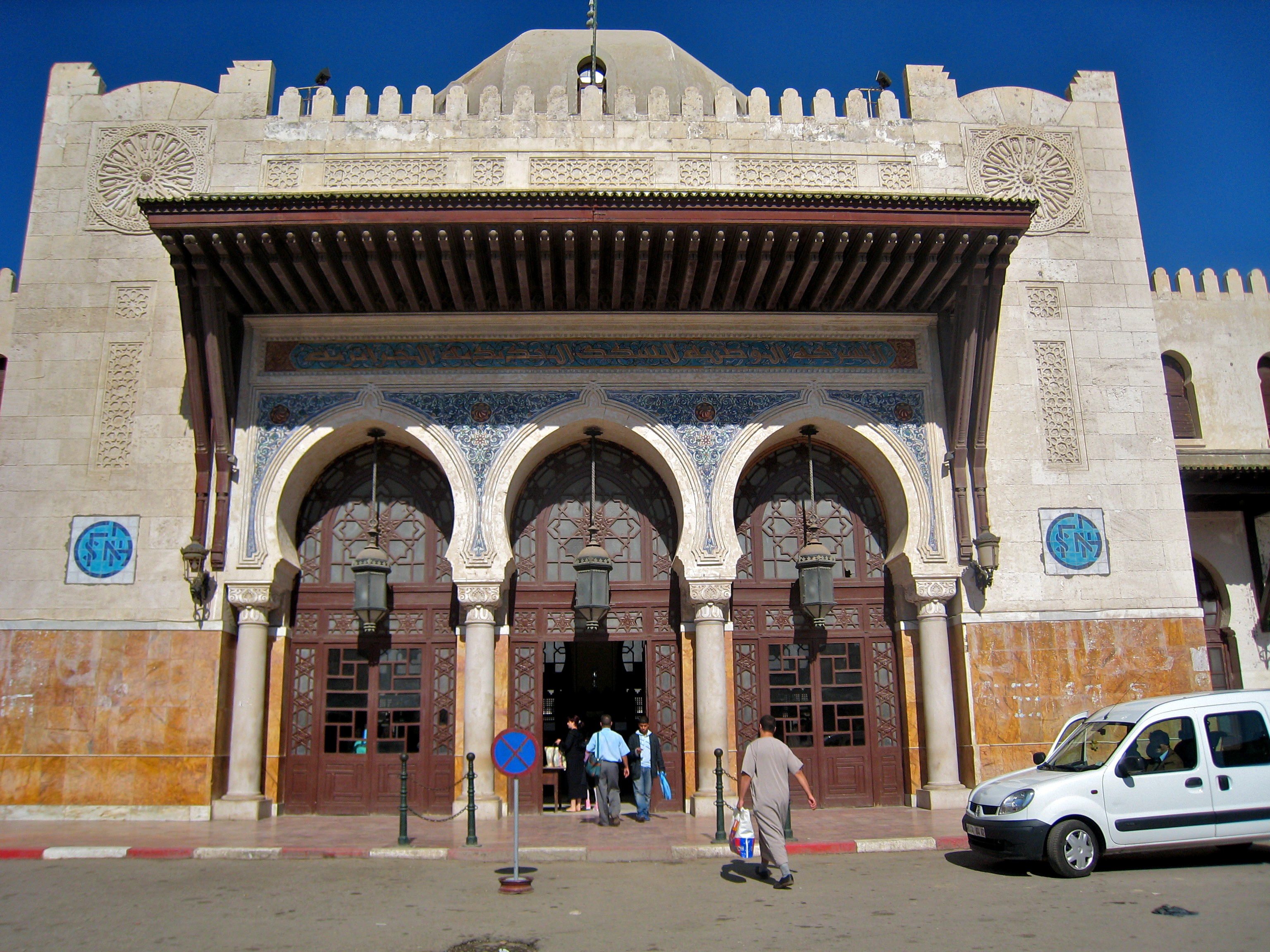
مدخل المحطة

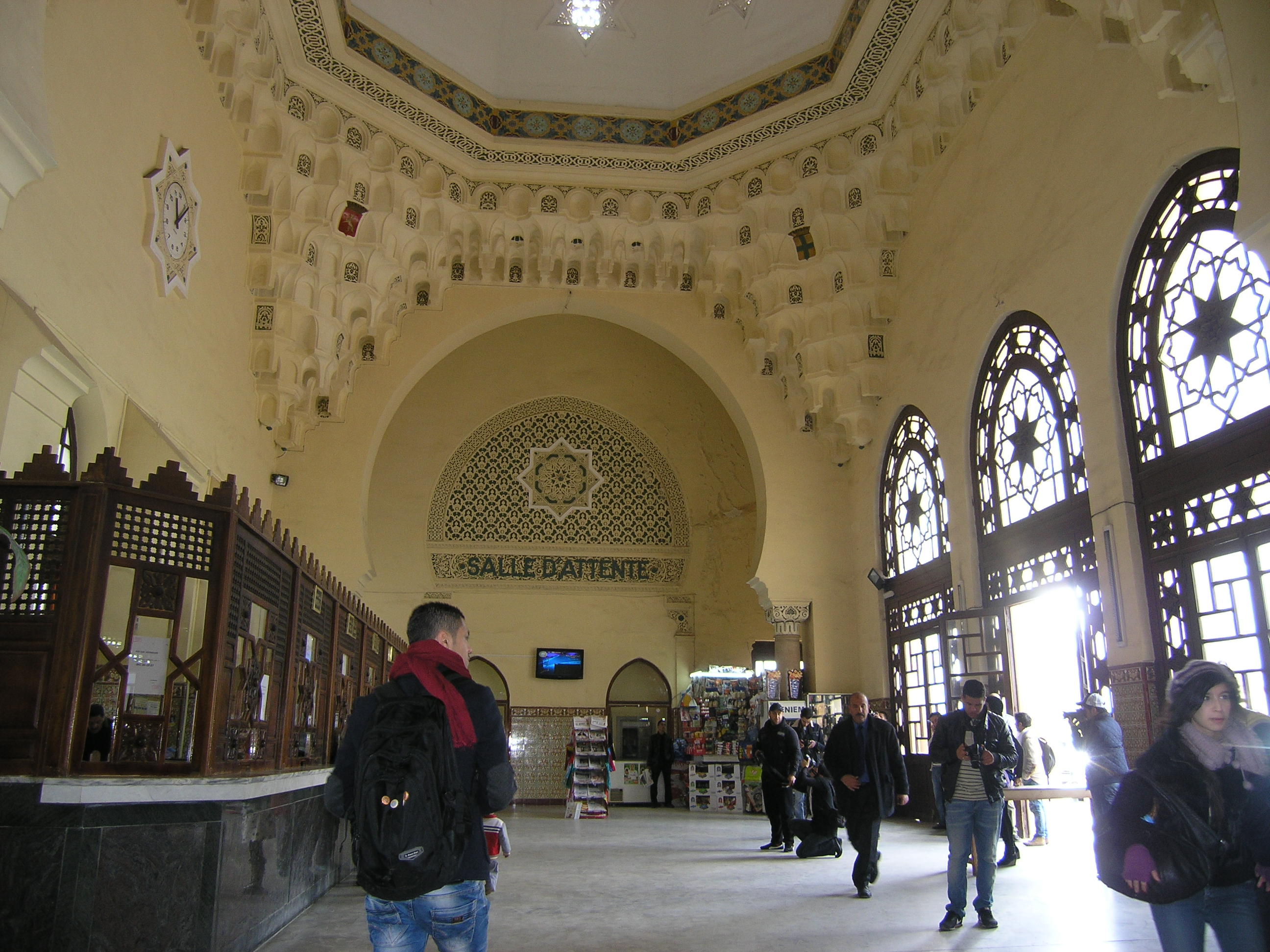
محطة وهران من الداخل

النقل بالسكة الحديدية في الجزائر